# Lo scocciatore (Via Padova 46)
Lo scocciatore (Via Padova 46) è un film del 1953 diretto da Giorgio Bianchi.
Considerata perduta per molti anni, la pellicola fu ritrovata nel 2003 dalla Cineteca di Bologna.
Lo scocciatore citato nel titolo è Gianrico, personaggio di secondo piano del film, interpretato da Alberto Sordi, in una delle sue tipiche caratterizzazioni di inizio carriera.

## Trama
Roma, primi anni del dopoguerra.

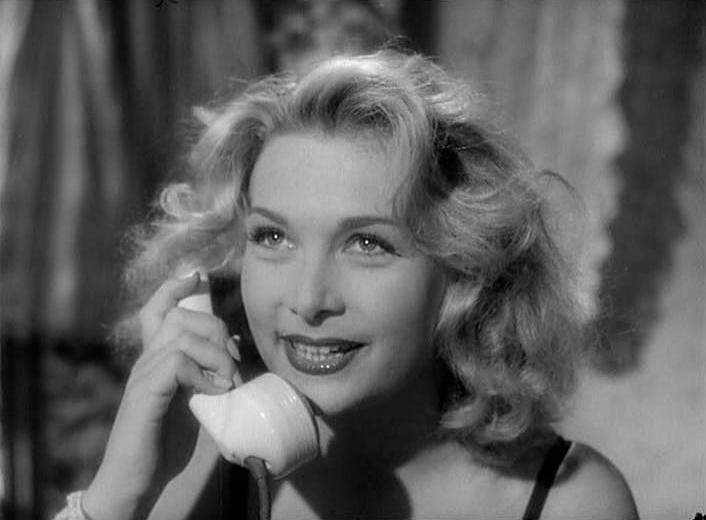
Arlette Poirier in una scena del film

L'impiegato Arduino Buongiorno conduce una vita monotona e ripetitiva tra il lavoro al ministero delle finanze e la casa, dove vive con una moglie indolente, ipocondriaca e dedita ai medicinali, una suocera arcigna e autoritaria e un suocero, aspirante inventore.
Al lavoro non va meglio: le giornate agli uffici ministeriali sono interminabili, alle prese con un direttore sospettoso e impiccione e un collega, Bertuscelli, vanesio, presuntuoso e nullafacente.
Da un incontro fortuito, una domenica pomeriggio, con un'affascinante straniera, in realtà una bella entraîneuse, nasce l'occasione per un appuntamento nell'appartamento in via Padova 46 (quartiere Nomentano) che avrà risvolti ben diversi da quelli previsti dallo sprovveduto aspirante dongiovanni.
La donna infatti è assassinata pochi minuti prima dell'arrivo di Arduino, ed egli, pur non essendo oggetto di alcun sospetto, si convince di essere nel mirino delle forze dell'ordine.
Ormai esasperato, confessa l'omicidio mai commesso ma, per sua fortuna, il maniaco è già stato catturato, e l'incubo dell'impiegato ha fine.

## Canzoni
Nella scena in cui Arduino Buongiorno si reca da solo di domenica pomeriggio al caffè Italia presso piazza della Repubblica a Roma a prendere della torta alla vaniglia, si ascolta al ritmo di samba la canzone Maria Magdalena cantata da Flo Sandon's con l'orchestra diretta da Federico Bergamini.